# (17858) Beaugé
17858 Beauge (1998 KS3) – planetoida z grupy pasa głównego okrążająca Słońce w ciągu 3,49 lat w średniej odległości 2,3 j.a. Odkryta 22 maja 1998 roku.